# Vanderlei Eustáquio de Oliveira
Vanderlei Eustáquio de Oliveira, beter bekend onder zijn spelersnaam Palhinha (Belo Horizonte, 11 juni 1950 – aldaar, 17 juli 2023) was een Braziliaans profvoetballer en trainer.

## Biografie
Palhinha begon zijn carrière in 1969 bij Cruzeiro, uit zijn thuisstad, en speelde hiervoor tot 1976. In zijn laatste seizoen bij de club was hij topscorer in de Copa Libertadores en slaagde er met zijn team ook in om de trofee voor het eerst te winnen. In 1977 verkaste hij naar Corinthians en speelde daar tot 1980, toen hij naar Atlético Mineiro ging, de aartsrivaal van zijn vroegere club Cruzeiro. Hierna speelde hij nog bij enkele clubs en sloot in 1985 zijn carrière af bij América, de derde club van Belo Horizonte. 
Tussen 1973 en 1979 speelde hij ook zestien wedstrijden in het nationale elftal. Hij werd derde met Brazilië op de Copa América 1979. 
Na zijn spelerscarrière werd hij ook trainer, hij trainde meerdere clubs, nooit voor een lange periode.
Palhinha overleed op 17 juli 2023 op 73-jarige leeftijd. Hij werd enkele dagen eerder met een infectie opgenomen in een ziekenhuis in Belo Horizonte.